# Dolînske, Berdeansk
Dolînske (în ucraineană Долинське, în germană Neu-Hoffnungstal) este localitatea de reședință a comunei Dolînske din raionul Berdeansk, regiunea Zaporijjea, Ucraina. Satul a fost locuit de germanii pontici.  

## Demografie
Componența lingvistică a localității Dolînske
     Ucraineană (73,75%)
     Rusă (24,78%)
     Alte limbi (1,47%)
Conform recensământului din 2001, majoritatea populației localității Dolînske era vorbitoare de ucraineană (73,75%), existând în minoritate și vorbitori de rusă (24,78%).